# Klas Wahl
Pour les articles homonymes, voir Wahl et Wahl (homonymie).
Klas Wahl, né le 13 août 1969 à Stockholm (Suède), est un compositeur suédois. Il est surtout connu pour son travail dans la musique de film et de télévision.
Son style est caractérisé par une combinaison de sons électroniques et acoustiques, souvent utilisés pour créer des ambiances dramatiques et captivantes.

## Biographie
Klas Wahl passe son enfance dans le nord de la Suède. À l'âge de dix ans, il forme son premier groupe de rock. Au début des années 1990, il commence une carrière en tant qu'ingénieur du son, travaillant sur divers projets, y compris des productions théâtrales et des films. Puis il écrit et produit de la musique de danse, collaborant avec plusieurs artistes de renommée mondiale. Depuis 2010, il travaille étroitement avec Anders Niska, composant de la musique pour le cinéma et la télévision notamment pour la série télévisée suédoise Cryptid et le film américain Zero Contact (en) de Rick Dugdale (en) avec Anthony Hopkins. 
Il réside à Stockholm avec sa famille.

## Filmographie partielle

### Au cinéma
- 1992 : Hårga - En Hälsingesägen (sv) (court métrage)
- 2013 : Små citroner gula (sv) (comme Klas Baggström)
- 2015 :  Braquage à la suédoise
- 2015 : Viens avec moi
- 2016 : Survivors
- 2018 : Intrigo : Mort d'un auteur
- 2019 : Ovan Babylon (sv)
- 2019 : Intrigo : Chère Agnès
- 2019 : Intrigo : Samaria
- 2019 :  Ennemi invisible
- 2019 :  A Portrait of Hakan Nesser
- 2022 : Zero Contact (en)
- 2024 : Gudstjänst
- 2024 :  Strul
- Pole to Pole (sv) (en cours de production)
- The Reset (en cours de production)

### À la télévision
- 2013 : Les Enquêtes d'Érica, épisode « L'Enfant allemand » (comme Klas Baggström ; TV movie)
- 2016 : Vårdgården (sv) (série télévisée, 8 épisodes)
- 2016-2018 : Swedish Dicks  (série télévisée, 20 épisodes)
- 2017 : Fallet (sv) (série télévisée)
- 2017 : Farang (sv) (série télévisée, 8 épisodes)
- 2018-2020 : Rig 45 (sv)  (série télévisée, 6 épisodes)
- 2020 : Cryptid  (série télévisée, 10 épisodes)
- 2021 : Verst når det gjelder (sv) (Mini-série télévisée, 8 épisodes)
- 2022 : North Sea Connection (sv) (série télévisée, 6 épisodes)
- 2023 : Limbo (sv) (série télévisée, 6 épisodes)
- 2024 : The Brothers Nobel (sv) (mini-série télévisée)

## Récompenses et distinctions
- (en) Klas Wahl: Awards, sur l'Internet Movie Database